# Mérida (község)
Mérida község Mexikó Yucatán államának északnyugati részén, Influencia Metropolitana régióban helyezkedik el. Lakossága 2010-ben kb. 831 000 fő volt, melyből 778 000-en laktak a községközpontban, Méridában, a többi 53 000 ember 155 kisebb településen élt.

## Fekvése
A Yucatán-félsziget északi részén fekvő község területe teljesen sík, az egész mindössze néhány méterrel fekszik a tenger szintje felett. Tengerpartja és állandó vízfolyása nincs, a felszín alatti vizek viszont, ahogy a félsziget többi részén is, jelen vannak. A talaj mészköves, nagyrészt mezőgazdasági művelésre alkalmatlan, a terület 22%-át a főváros foglalja el, ezen kívüli nagy részét őserdő borítja. Éghajlata meleg, nyáron csapadékos: az évi csapadékmennyiség északról délre haladva a község területén is jelentősen változik: északon 600 mm alatt marad, délen 1000 mm fölé emelkedik.

## Élővilág
Leggyakoribb állatai: nyulak, szarvasok, hörcsögök, oposszumfélék, bűzösborzfélék, leguánok, fecskék és galambok (ez utóbbiak között az úgynevezett tzutzuy).

## Népesség
A község lakóinak száma a közelmúltban igen gyorsan növekedett, a változásokat szemlélteti az alábbi táblázat:
| Év   | Lakosság |
| ---- | -------- |
| 1990 | 556 819  |
| 1995 | 649 770  |
| 2000 | 705 055  |
| 2005 | 781 146  |
| 2010 | 830 732  |

## Települései
A községben 2010-ben 156 lakott helyet tartottak nyilván, de nagy részük igen kicsi: 102 településen 10-nél is kevesebben éltek. A jelentősebb helységek:
| Település              | Lakosság (2010) |
| ---------------------- | --------------- |
| Mérida (községközpont) | 777 615         |
| Caucel                 | 6988            |
| Cholul                 | 5880            |
| Komchén                | 4259            |
| Chablekal              | 3626            |
| San José Tzal          | 3543            |
| Leona Vicario          | 2754            |
| Molas                  | 2014            |
| Dzununchán             | 1802            |
| Sitpach                | 1634            |
| Dzityá                 | 1602            |
| Xcanatún               | 1495            |
| San Pedro Chimay       | 1241            |
| Sierra Papacal         | 1108            |
| La Ceiba               | 990             |
| Xcunyá                 | 907             |
| Tixcacal               | 881             |
| Santa Cruz Palomeque   | 835             |
| Yaxnic                 | 794             |
| Tahdzibichén           | 724             |
| Cosgaya                | 670             |
| San Antonio Tzacalá    | 650             |
| Oncán                  | 610             |
| Tamanché               | 587             |
| Texán Cámara           | 566             |
| Xmatkuil               | 526             |
| Opichén                | 521             |